# AMD Eyefinity

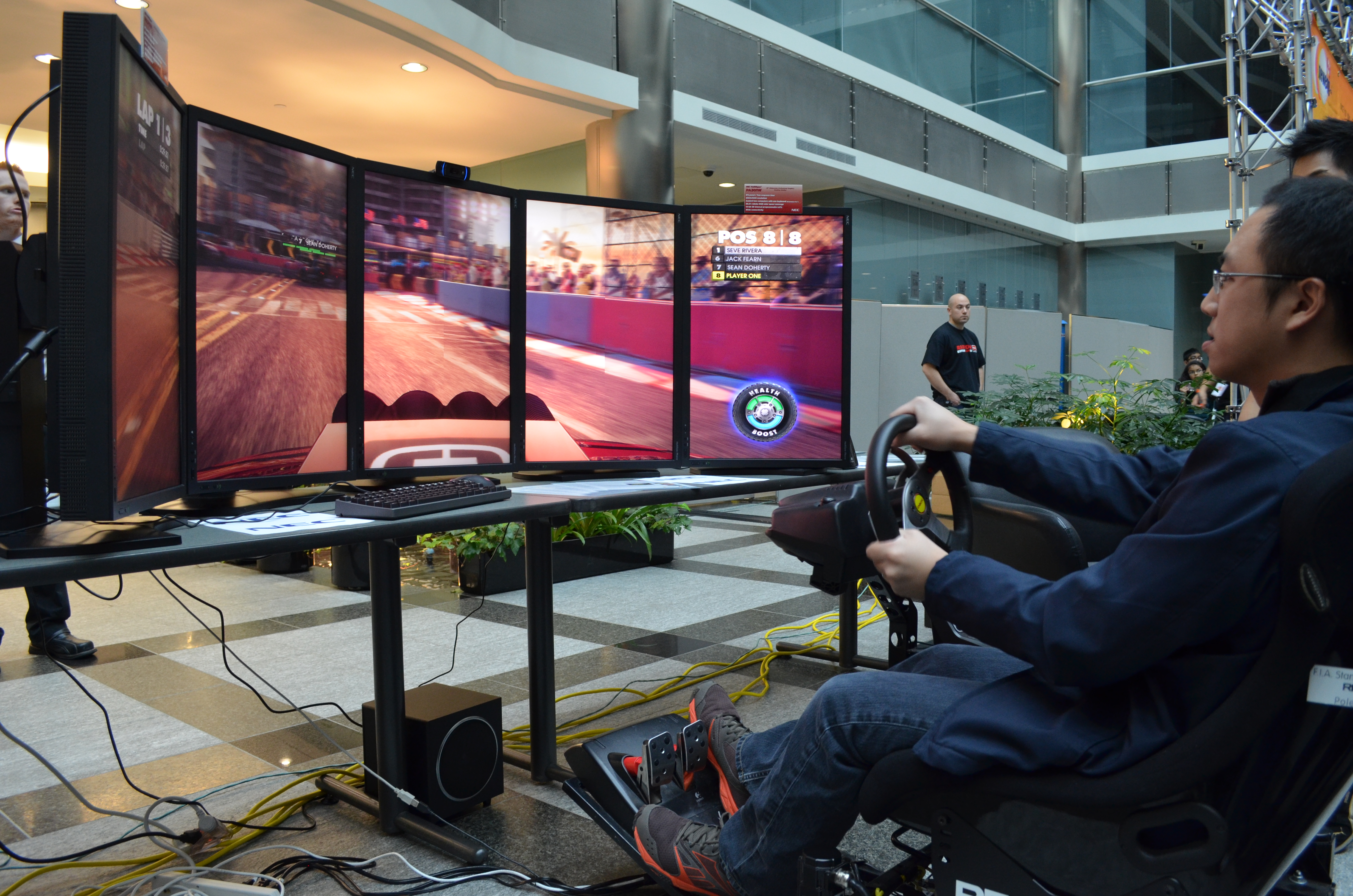
Jugando un racing video game en modo Single Large Surface (SLS) con una configuración horizontal de 5x1 portrait en ExtravaLANza 2012, Toronto.

AMD Eyefinity es una marca de productos para tarjetas gráficas AMD que soportan configuraciones multimonitor, admitiendo hasta 6 controladores gráficos en una GPU. AMD Eyefinity fue introducido junto con el Radeon HD 5000 Series "Evergreen" en septiembre de 2009, y estuvo disponible en APUs y tarjetas gráficas profesionales AMD FirePro.
AMD Eyefinity soporta hasta 2 puertos no DisplayPort (como HDMI, DVI, VGA, DMS-59 o VHDCI) (los cuales AMD llama "salida legada") y hasta 6 puertos DisplayPort simultáneamente usando una sola tarjeta gráfica o APU. Para alimentar más de dos pantallas, los panenles adicionales deben tener soporte nativo para DisplayPort. Alternativamente, adaptadores activos DisplayPort-a-DVI/HDMI/VGA pueden ser usados.
También hay soporte para muros de pantallas extensos usando múltiples computadores a través de Gigabit Ethernet.
La versión de AMD Eyefinity (también conocido como DCE, motor de controlador de pantalla) presentado con las APU Carrizo basadas en Excavator presenta Video underlay pipe.

## Visión general
AMD Eyefinity se implementa mediante múltiples controladores de pantalla en matriz. Los diseños de la serie 5000 contienen dos relojes internos y un reloj externo. Las pantallas conectadas a través de VGA, DVI o HDMI requieren cada una su propio reloj interno. Pero todas las pantallas conectadas a través de DisplayPort pueden manejarse desde un solo reloj externo. Este reloj externo es lo que permite a Eyefinity alimentar hasta seis monitores desde una sola tarjeta.
Toda la serie de productos HD 5000 tiene capacidades Eyefinity que admiten tres salidas. La Radeon HD 5870 Eyefinity Edition, sin embargo, admite seis mini salidas DisplayPort, las que pueden estar activas simultáneamente.
El controlador de pantalla tiene dos RAMDAC que manejan los puertos VGA o DVI en modo análogo (por ejemplo, cuando un convertidor de DVI a VGA está conectado a un puerto de DVI). También tiene un máximo de seis transmisores digitales que pueden emitir ya sea una señal DisplayPort o una señal TMDS para DVI o HDMI, y dos generadores de señales de reloj para controlar las salidas digitales en el modo TMDS. Las pantallas DVI de doble enlace usan dos de los transmisores TMDS / DisplayPort y una señal de reloj cada uno. Las pantallas DVI de un solo enlace y las pantallas HDMI utilizan un transmisor TMDS / DisplayPort y una señal de reloj cada una. Las pantallas DisplayPort usan un transmisor TMDS / DisplayPort y ninguna señal de reloj.
Un adaptador DisplayPort activo puede convertir una señal DisplayPort en otro tipo de señal VGA, DVI de enlace único o DVI de doble enlace; o HDMI si se deben conectar más de dos pantallas que no sean DisplayPort a una tarjeta gráfica de la serie Radeon HD 5000.
DisplayPort 1.2 agregó la posibilidad de manejar múltiples pantallas en un único conector DisplayPort, llamado Multi-Stream Transport (MST). Las soluciones gráficas AMD equipadas con salidas DisplayPort 1.2 pueden alimentar múltiples monitores desde un único puerto.
En el High-Performance Graphics 2010, Mark Fowler presentó Evergreen, y declaró que, por ejemplo, el 5870 (Cypress), 5770 (Juniper) y 5670 (Redwood) admiten una resolución máxima de 6 veces 2560 × 1600 píxeles, mientras que la 5470 (Cedar) es compatible con 4 veces 2560 × 1600 píxeles.

## Disponibilidad

### Resumen de funciones para tarjetas gráficas AMD
Todas las GPU de AMD a partir de la serie Evergreen admiten un máximo de 2 pantallas que no son DisplayPort y un máximo de 6 pantallas DisplayPort por tarjeta gráfica.

### Resumen de funciones para las APU AMD
AMD Eyefinity también está disponible en la línea de productos APU de AMD. Se dice que el A10-7850K admite hasta cuatro pantallas.

## Soporte de software

El soporte para el controlador de pantalla Eyefinity está disponible en el controlador de dispositivo de núcleo Linux AMDGPU y se puede acceder a través de la API de DRM / KMS.

AMD Catalyst es compatible con Eyefinity y permite al usuario configurar y ejecutar independientemente cada pantalla adjunta. Facilita la configuración del "modo clonado", es decir, para copiar un escritorio en múltiples pantallas o "modo extendido", es decir, para abarcar el espacio de trabajo en múltiples pantallas y combinar las resoluciones de todas esas pantallas en una gran resolución. AMD llama a los modos extendidos Single Large Surface (SLS) y al soporte de Catalyst de cierto rango de configuraciones de grupos de pantallas. Por ejemplo, 5x1 horizontal y 5x1 vertical son compatibles desde AMD Catalyst versión 11.10, a partir de octubre de 2011.
Comenzando en Catalyst 14.6, AMD admite compatibilidad de resolución mixta, por lo que un solo grupo de visualización Eyefinity puede controlar cada monitor con una resolución diferente. Esto se proporciona a través de dos nuevos modos de visualización Eyefinity, Ajustar y Expandir, además del modo de Relleno existente. En el modo Ajustar o Expandir, AMD compensa las resoluciones no coincidentes al crear un escritorio virtual de una resolución diferente a la de los monitores, y luego rellenarlo o recortarlo según sea necesario.
AMD Eyefinity funciona con juegos que admiten relaciones de aspecto no estándar, lo que se requiere para panoramizar en varias pantallas. El modo SLS ("Single Large Surface") requiere una resolución de pantalla idéntica en todas las pantallas configuradas. AMD validó algunos videojuegos para admitir Eyefinity. La lista corta incluye títulos como Age of Conan, ARMA 2: Operation Arrowhead, S.T.A.L.K.E.R.: Call of Pripyat, Serious Sam 3: BFE, Singularity, Sleeping Dogs, Assassin's Creed II, Sniper Elite V2, Soldier of Fortune Online, Tom Clancy's Splinter Cell: Conviction, Star Wars: The Force Unleashed 2, Marvel Super Hero Squad Online, R.U.S.E., Supreme Commander 2, entre otros. Sin embargo, algunos juegos que no están en esta lista breve parecen funcionar también, p. Dirt 3 y The Elder Scrolls V: Skyrim.
El controlador KMS es compatible con AMD Eyefinity.